# Balacra inflammata
Balacra inflammata là một loài bướm đêm thuộc phân họ Arctiinae, họ Erebidae.